# Bonaire National Marine Park
Het Bonaire National Marine Park of BNMP is het oudste zeereservaat ter wereld. Het omvat de zee rond Bonaire en Klein Bonaire van de hoogwaterlijn tot zestig meter diepte. Het park is in 1979 ingesteld en omvat 2600 hectare koraalrif, zeegras- en mangrovevegetaties. Ook de lagune Lac maakt deel uit van het onderwaterpark.
In 1999 ontving het onderwaterpark de status van nationaal park van de Nederlandse Antillen. Het onbewoonde eilandje Klein Bonaire werd in 2001 als wettelijk beschermd natuurgebied aan het onderwaterpark toegevoegd. De westzijde van Bonaire is bezaaid met duikplaatsen die eenvoudig vanaf het strand bereikbaar zijn. De duikplaatsen rondom Klein Bonaire zijn voor duikers per boot bereikbaar. Met uitzondering van een klein gebied is het BNMP geheel vrij toegankelijk voor duikers.
Uniek aan het Bonaire National Marine Park is dat het geheel draait op eigen inkomsten (zonder subsidies). De inkomsten komen uit een toegangsprijs voor alle gebruikers van het park. (Tot 2023 betaalden duikers een apart (hoger) tarief dan andere gebruikers, zoals zwemmers, surfers, kite boarders, kajakkers en watersporters. Sinds 1 januari 2023 betalen alle gebruikers hetzelfde tarief.) Hiermee heeft men ook toegang tot het Washington Slagbaai National Park. 
Naast natuurbescherming zorgt het BNMP voor voorlichting over verantwoord duiken aan toeristen en voor het onderhoud van aanlegplaatsen (boeien) voor boten met duikers. Het beheer is in handen van de Stichting Nationale Parken Bonaire (STINAPA) die ook het Washington Slagbaai National Park beheert.
Ook vissers hebben toegang, maar hun netten moeten zijn gecertificeerd door de Stinapa.